# Teira perspicillata
Espèce
Synonymes
- Lacerta perspicillata Duméril & Bibron, 1839
- Scelarcis perspicillata (Duméril & Bibron, 1839)
- Lacerta perspicillata pellegrini Werner, 1929
- Scelarcis perspicillata pellegrini (Werner, 1929)
- Lacerta perspicillata chabanaudi Werner, 1931
- Scelarcis perspicillata chabanaudi (Werner, 1931)

Statut de conservation UICN

 LC  : Préoccupation mineure
Teira perspicillata est une espèce de sauriens de la famille des Lacertidae.

## Répartition

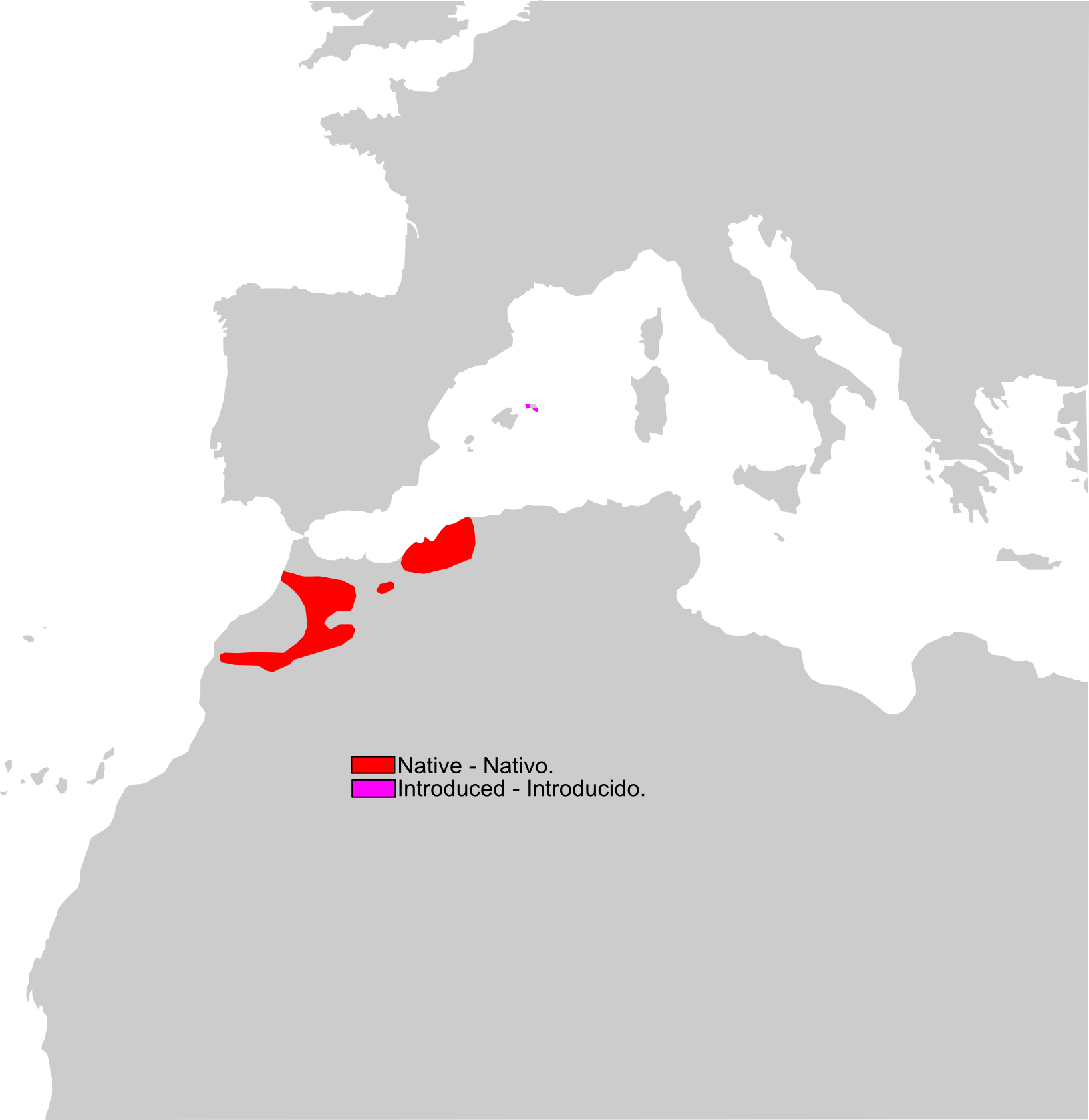
Distribution

Cette espèce se rencontre dans l'Haut Atlas et le Moyen Atlas au Maroc et dans le nord-ouest de l'Algérie.
Elle a été introduite sur l'île de Minorque en Espagne.

## Liste des sous-espèces
Selon The Reptile Database (30 mars 2015) :
- Teira perspicillata chabanaudi (Werner, 1931)
- Teira perspicillata pellegrini (Werner, 1929)
- Teira perspicillata perspicillata (Duméril & Bibron, 1839)

## Publications originales
- Duméril & Bibron, 1839 : Erpétologie Générale ou Histoire Naturelle Complète des Reptiles. vol. 5, Roret/Fain et Thunot, Paris, p. 1-871 (texte intégral).
- Werner, 1929 : Wissenschaftliche Ergebnisse einer zoologischen Forschungsreise nach Westalgerien und Marokko. Sitzungsberichte der Kaiserliche Akademie der Wissenschaften in Wien, vol. 138, p. 1-34 (texte intégral).
- Werner, 1931 : Ergebnisse einer zoologischen Forschungsreise nach Marokko. III. Unternommen 1930 mit Unterstützung der Akademie der Wissenschaften in Wien von Franz Werner und Richard Ebner. III. Amphibien und Reptilien. Sitzungsberichte der Kaiserliche Akademie der Wissenschaften in Wien, vol. 140, p. 271-318 (texte intégral).